# Zakerzonie

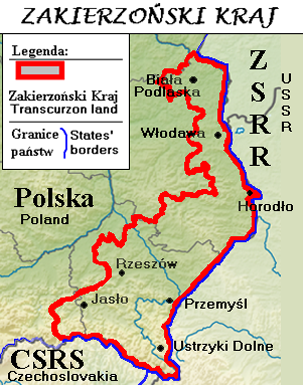
Zakerzonie

Zmiana granic Polski po II wojnie światowej

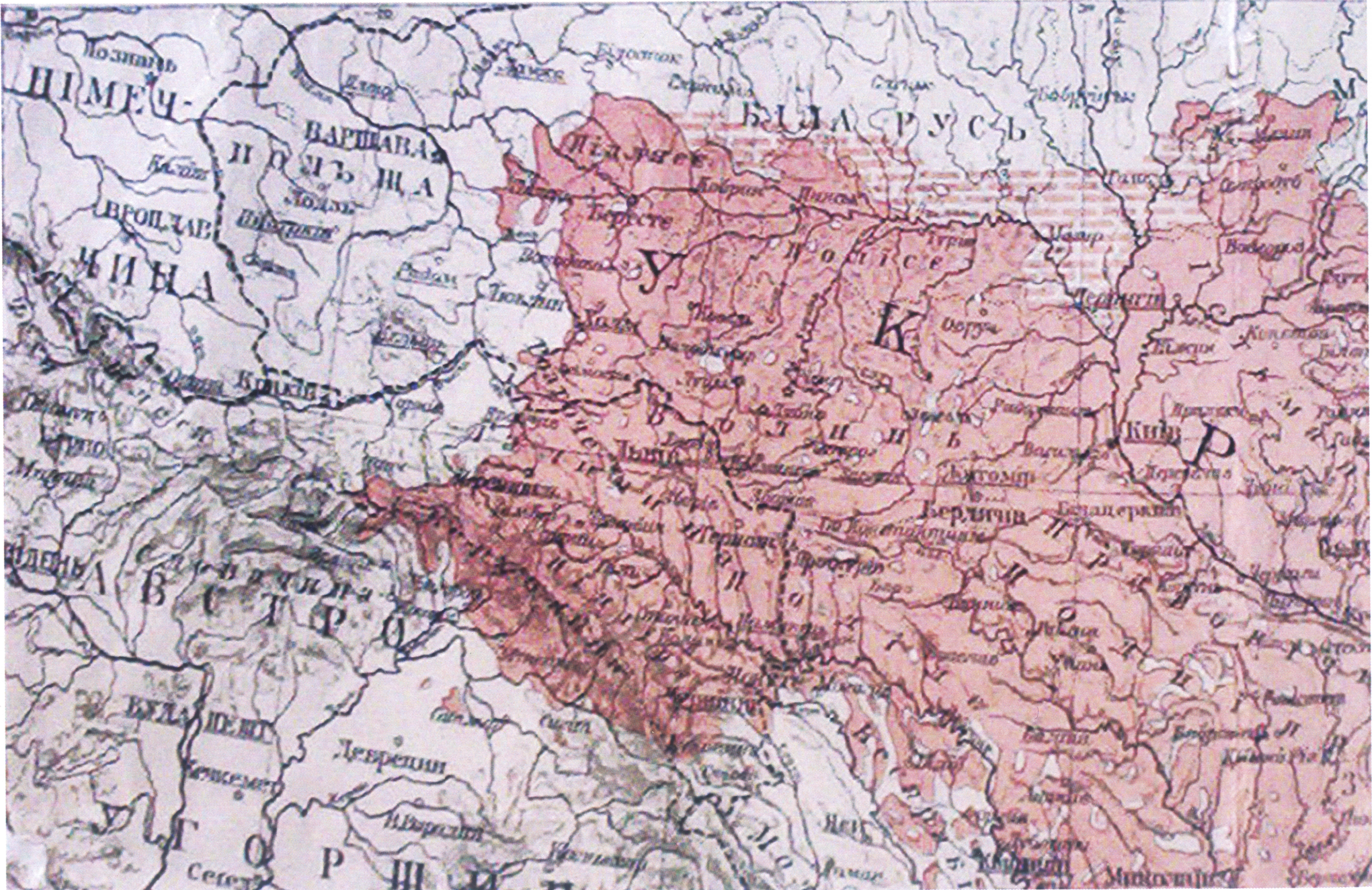
Mapa pokazująca zachodnią część terenów etnicznie ukraińskich z ukraińskiego punktu widzenia (1918)

Zakerzonie, Zakierzonie, Zak(i)erzoński Kraj, Zak(i)erzonia (od ukr. Закерзоння) – publicystyczna nazwa nadana przez część historyków i publicystów ukraińskich ziemiom leżącym na zachód od linii Curzona, które według nich znajdują się na dawnym etnicznym i historycznym terytorium ukraińskim, to znaczy Łemkowszczyźnie i Nadsaniu oraz części Lubaczowszczyzny, Rawszczyzny, Sokalszczyzny, Chełmszczyzny i Podlasia. Był to teren obejmujący 19 000 km², zamieszkany przez około 1,5 mln osób.
Termin „Zakerzoński Kraj” używany był w publicystyce OUN-B i nomenklaturze UPA.
Termin „Zakerzonie” obejmuje część obszaru obecnego województwa podkarpackiego oraz drobne części małopolskiego i lubelskiego. Tereny te były zamieszkane głównie przez ludność polską, natomiast mniejszości narodowe stanowili Rusini (między innymi, Łemkowie, Bojkowie i Ukraińcy).

## Obszar
Ukraińcy uważali Zakerzonie za ziemie etnicznie ukraińskie, wysuwając argument zarówno znacznego odsetka ludności ukraińskiej na niektórych obszarach, jak i tysiącletnich powiązań tych terenów z „ziemiami ukraińskimi”, identyfikując się tym samym ze spuścizną czasów Rusi Kijowskiej. Argumentem były także nazwy geograficzne.
Na terenie większości powiatów, do których rościli sobie pretensje Ukraińcy (szerząc zasadę „słuszności etnicznej”), ludność ukraińska stanowiła niewielki odsetek ogółu mieszkańców; było tak pod Rzeszowem oraz w powiatach biłgorajskim, chełmskim, hrubieszowskim, krasnostawskim, tomaszowskim i zamojskim, gdzie łącznie zamieszkiwało podczas I wojny światowej 487 343 osoby, z czego 457 500 (94%) stanowili Polacy, natomiast pozostałe 6% (29 843 osób) to przedstawiciele innych narodowości.
Za „etnicznie ukraińskie” ziemie Ukraińcy uznawali obecne powiaty:

- bieszczadzki
- sanocki
- leski
- krośnieński
- jasielski
- nowosądecki, z Krynicą
- gorlicki
- przemyski
- rzeszowski, z Rzeszowem
- przeworski
- jarosławski
- łańcucki
- kolbuszowski (wschodnia część powiatu, z należącym doń wówczas Sokołowem)
- niżański (wschodnia część powiatu, z Rudnikiem nad Sanem i Ulanowem).

Za swoje ziemie etniczne uważali też wschodnią część województwa lubelskiego, aż po Lublin, z dzisiejszymi powiatami:

- biłgorajskim
- hrubieszowskim
- tomaszowskim
- zamojskim
- bialskim
- chełmskim
- włodawskim.

Po wyparciu Niemców i zajęciu wymienionych terenów przez wojska radzieckie w ostatnim kwartale 1944 rozpoczęła się akcja wysiedlania ludności ukraińskiej do ZSRR. Akcji tej z wielką siłą przeciwstawiły się jednostki OUN-B, UPA, i SKW, demolując siedziby komisji przesiedleńczych, atakując garnizony wojskowe i posterunki MO, niszcząc infrastrukturę kolejową.
Działalność OUN i UPA zakończyła się po spacyfikowaniu tego terenu w ramach akcja „Wisła” (w 1947) w Polsce oraz analogicznych operacji NKWD na terenie dzisiejszej Ukrainy.

### Granice
Granice wyznaczały:
- północną – Biała Podlaska
- zachodnią – miejscowości Kozły, Horodyszcze, Parczew, Ostrów, Rejowiec, Rakołupy, Różaniec, Cieplice, Dynów, Brzozów, Rymanów, Jasło, Grybów koło Muszyny
- południową – granica polsko-czechosłowacka
- wschodnią – granica polsko-radziecka.

## Organizacja Zakerzońskiego Kraju OUN
Od 1945 roku kolejne szczeble podziału terytorialnego OUN-B w Polsce to: stanica, kuszcz, rejon, nadrejon, okręg i kraj.
„Zakerzoński Kraj” OUN był kierowany przez Jarosława Starucha „Stiaha” i dzielił się na trzy okręgi:
- I okręg: nadrejon „Beskyd”, nadrejon „Chołodnyj Jar” i nadrejon „Werchowyna”
- II okręg: nadrejon „Baturyn” (jedyny)
- III okręg: nadrejon „Łyman”, nadrejon „Łewada”

Oddziały UPA na terenie Zakerzonia podlegały VI Okręgowi Wojskowemu „Sian”, który dzielił się na odcinki taktyczne odpowiadające w przybliżeniu nadrejonom OUN.